# Stazione di Como Nord Camerlata
Stazione di Como Camerlata vasútállomás Olaszországban, Lombardia régióban, Como településen.

## Vasútvonalak
Az állomást az alábbi vasútvonalak érintik:
- Como–Saronno-vasútvonal
- Como–Varese-vasútvonal

## Kapcsolódó állomások
A vasútállomáshoz az alábbi állomások vannak a legközelebb:
- Stazione di Como Borghi (Stazione di Como Lago, észak)
- Stazione di Grandate-Breccia (Stazione di Saronno, kelet)